# Mai hoa (chim)
Mai hoa (danh pháp hai phần: Amandava amandava) là một loài chim thuộc họ Chim di. Chim mai hoa thường gặp trên các cánh đồng và trảng cỏ nhiệt đới ở châu Á. 

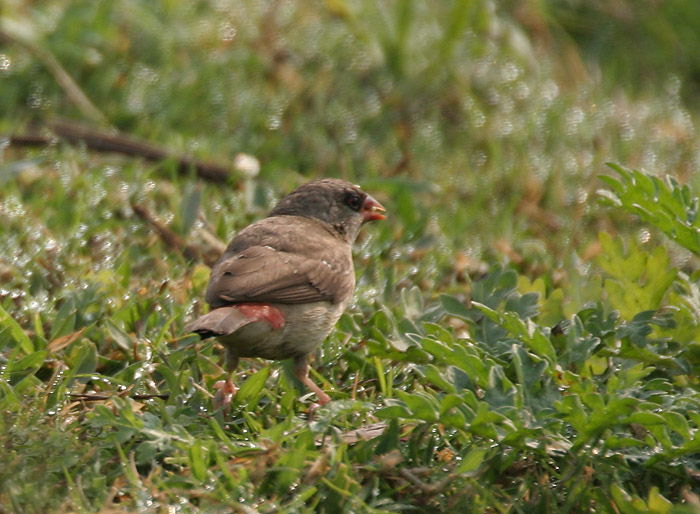
Một con chim mai hoa mái ở Kolkata, Ấn Độ

## Phân bố
Chim mai hoa phân bố ở khu vực thung lũng sông Ấn ở Pakistan cho đến khu vực Brahmaputra ở phía nam bán đảo Ấn Độ. Chúng kiếm ăn trên các cánh đồng gần nguồn nước.
Loài này có bốn khu vực tập trung: Khu vực chính ở Bangladesh, Ấn Độ, Sri Lanka, Nepal và Pakistan; nhóm thứ hai được gọi là flavidiventris (có ở Trung Quốc, Indonesia, Thái Lan và Việt Nam);, nhóm thứ ba ở Java được gọi là punicea còn nhóm decouxi có ở Campuchia.